# H.264
H.264 је начин кодовања видео материјала који је нашао велику примену. У основи настао је као еволуција МПЕГ-4 начина кодовања. 
Развојем нових технологија, дошло је до идеја да се телекомуникационе структуре користе за транспорт видеа. Видео представља један од најзахтевнијих сегмената у модерним телекомуникацијама. Основни проблем је неопходни капацитет телекомуникационих ресурса за пренос видеа. Зато су се 90-их година ужурбано развијали многи поступци за компресију видео материјала, како би се његова величина смањила на потребну меру.
Сви компресиони поступци, па и Н.264, обилато користе несавршености људског видног система, као и одређене особине слике. Тако добијамо компресију величине и до 100 пута.
Н.264 је у себи укључио нека нова унапређења. То су пре свега деблокирајући филтри који омогућују да се оштре ивице блокова ублаже, тако да и при мањим протоцима нема јасно уочљиве блоковске структуре. Тако добијамо слику која при дупло мањем протоку има упоредиве карактеристике као слика кодована помоћу МПЕГ-2 алгоритма.